# Irvine (Écosse)
Pour les articles homonymes, voir Irvine.
Irvine est une ville nouvelle d'Écosse, située dans le council area du North Ayrshire (dont elle est la capitale administrative), dans la région de lieutenance d'Ayrshire and Arran et dans l'ancien comté de l'Ayrshire, sur la côte au sud-ouest de Glasgow. De 1975 à 1996, elle était la capitale administrative du district de Cunninghame, au sein de la région du Strathclyde. Sa population s'élevait à 39 257 habitants en 2009.

## Histoire
Irvine a été la capitale militaire de l'Écosse au XIIe siècle et l'ancien siège  du Lord High Constable of Scotland, Hugues de Morville. Elle a également été la capitale du Cunninghame.
La ville était autrefois un repaire de Robert Burns. Il est connu pour y avoir travaillé dans une filature de lin. En dépit de son classement comme une ville nouvelle (new town), Irvine possède une longue histoire qui remonte à plusieurs siècles et a été classée comme « Burgh royal ». Il existe des légendes contradictoires selon lesquelles Marie Ire d'Écosse, aurait été brièvement impliquée dans l'histoire de la ville. Certains disent qu'elle fit un bref séjour au château de Seagate. À ce jour, il existe toujours un festival annuel, appelé « Marymass », qui se tient dans la ville.

## Personnalités
- Nicola Sturgeon, femme politique écossaise, Premier ministre d'Écosse
- Roy Aitken, footballeur écossais
- Jack McConnell, homme politique écossais
- Steve Nicol, footballeur écossais
- John Niven, écrivain écossais
- Steven Naismith, footballeur écossais

## Jumelages
- Saint-Amand-les-Eaux (France)

- Voisins-le-Bretonneux (France)

## Galerie

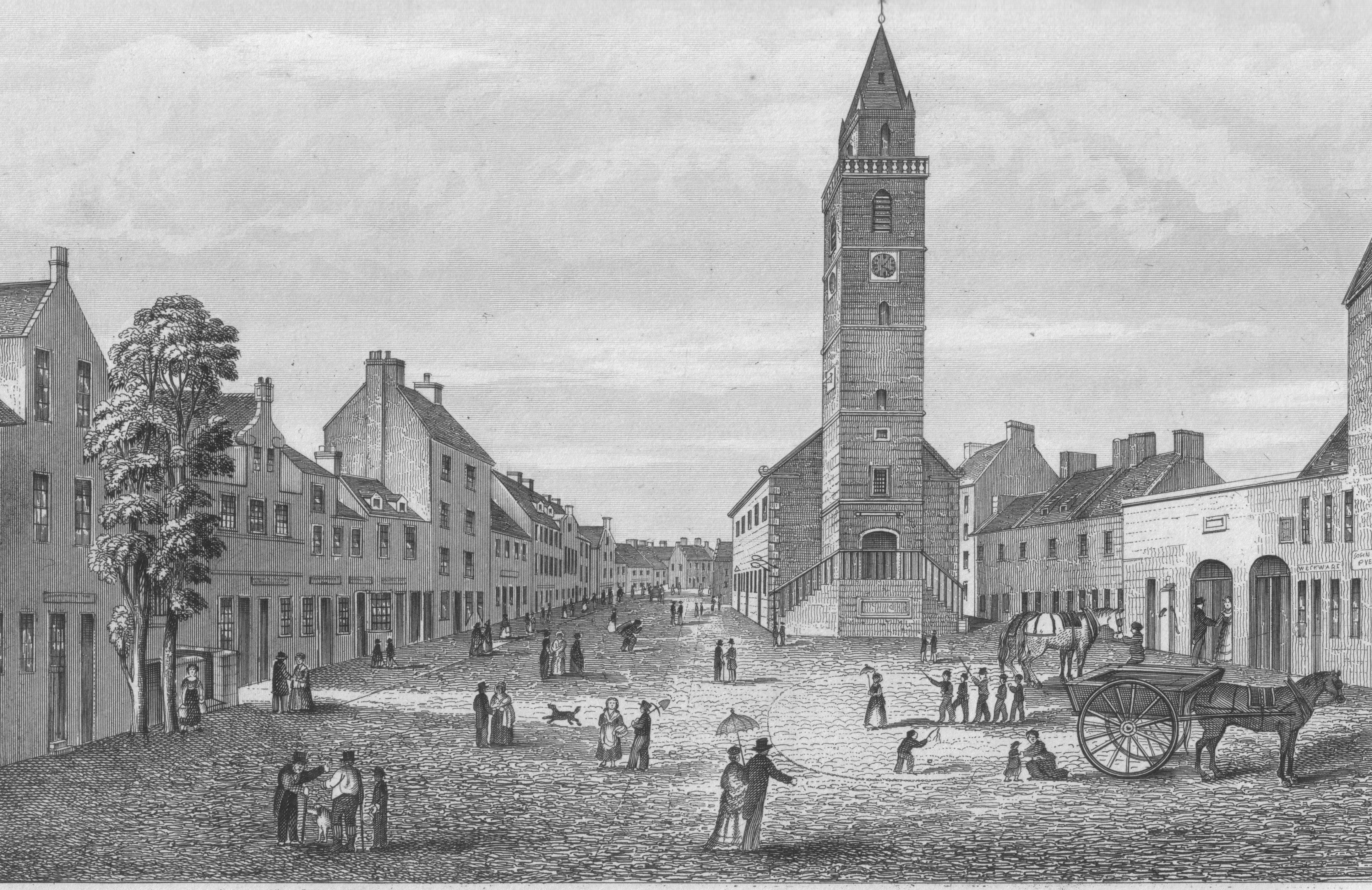
Irvine au XIXe siècle
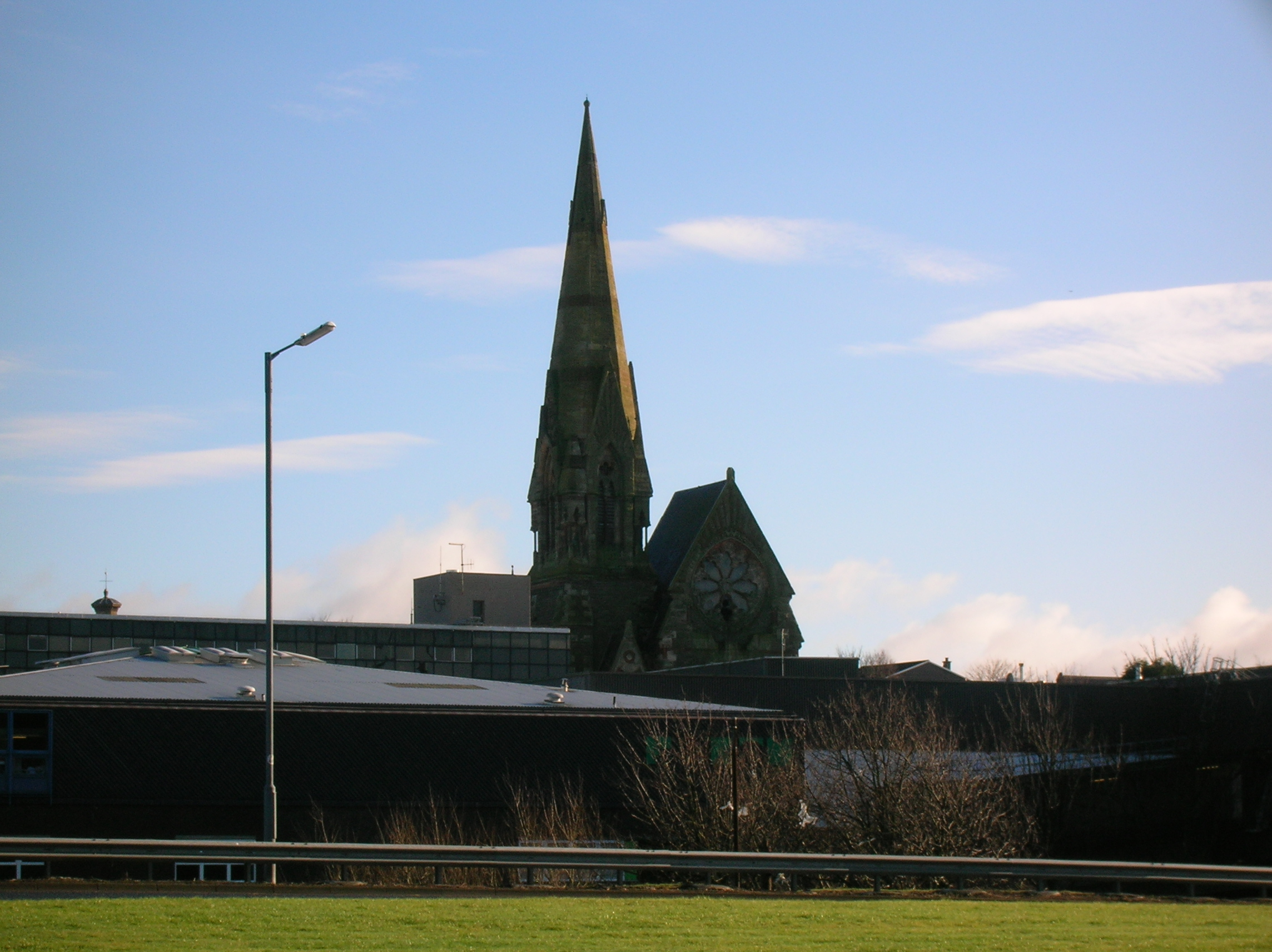
La trinity Church d'Irvine en 2009